# ستينغ (مغني)
ستينغ (بالإنجليزية: Sting)‏ (ولد في 2 أكتوبر، 1951)، اسمه الحقيقي Gordon Matthew Sumner، هو مغنٍ إنجليزي من نورثمبرلاند. قبل مسيرته الفردية كان قائد فرقة الروك ذا بوليس في السبعينيات والثمانينيات.
باع ستينج أكثر من 100 مليون ألبوم حول العالم، وتلقى أكثر من 16 جائزة غرامي لعمله وتلقى أول جائزة غرامي من اجل أفضل عزف في 1981، تلقى 3 ترشيحات لجائزة الاوسكار عن فئة أفضل أغنية أصلية.

## الألبومات
- 1986 : جلب في ليلة
- 1991 : الصوتية يعيش في نيوكاسل[5]
- 2001  : كل هذا الوقت[6]
- 2010 : أعيش في برلين

## وصلات خارجية
- الموقع الرسمي
- ستينغ على موقع IMDb (الإنجليزية)
- ستينغ على موقع ميتاكريتيك (الإنجليزية)
- ستينغ على موقع الموسوعة البريطانية (الإنجليزية)
- ستينغ على موقع روتن توميتوز (الإنجليزية)
- ستينغ على موقع مونزينجر (الألمانية)
- ستينغ على موقع ألو سيني (الفرنسية)
- ستينغ على موقع ميوزك برينز (الإنجليزية)
- ستينغ على موقع ميوزك برينز (الإنجليزية)
- ستينغ على موقع رولينغ ستون (الإنجليزية)
- ستينغ على موقع أول موفي (الإنجليزية)